# The 3rd and the Mortal
The 3rd and the Mortal (a menudo escrito como The Third and the Mortal) fue una banda de metal experimental originaria de Trondheim, Noruega de inicios de los 90's. 
Se desintegró en 2005, cuando varios de sus miembros decidieron hacer proyectos distintos.

## Historia
The 3rd and the Mortal fue fundada en 1992 por Rune Hoemsnes, Finn Olav Holthe, Geir Nilssen, Trond Engum y la cantante Kari Rueslåtten. En sus comienzos, la banda dio un giro drástico a la escena underground de aquella época, ya que lo que en esos tiempos saturaba a la escena subterránea era el clásico Doom metal con voces guturales masculinas, el Death metal y la cumbre de las bandas Black metal nórdicas. 
Se considera que esta agrupación fundó el metal atmosférico, siendo una de las primeras en contar con una cantante líder femenina, haciendo de su música un verdadero portal a los bosques noruegos llenos de Valquirias paganas con voces delicadas. Posteriormente la banda se metió en terrenos más experimentales al grado de utilizar desde la música Jazz, sampleos electrónicos e instrumentos nativos como el Didgeridoo de los aborígenes australianos, incorporándolos en su delicada línea de metal atmosférico.
Su primer producción fue un EP titulado "Sorrow" realizado en 1993, seguido por el álbum "Tears Laid In Earth" de 1994. Posteriormente Kari Rueslåtten se separa de la banda e inicia su carrera solista en 1995, por lo que la banda le da la bienvenida a Ann-Mari Edvardsen como su nueva vocalista y produciendo junto con ella el EP "Nightswan" en 1995, el álbum "Painting on Glass" de 1996 y el álbum "In This Room" de 1997.
Tras la salida de Edvardsen, la banda regresa en 2002 con un nuevo álbum titulado "Memoirs", cuyo contenido es como siempre de excelente calidad y adelantándose a la corriente musical con su fórmula experimental, manteniendo su postura subterránea para deleite de su pequeño pero selecto grupo de fanes dispersos por el mundo y que les sigue desde sus inicios. En dicho álbum cuentan con la participación de nuevos vocalistas como Kirsti Huke, Andreas Elvenes, así como la participación en la programación electrónica de Snorre Ruch (amigo de Burzum y exmúsico de sesión con Mayhem) miembro de la banda Thorns. 
Con Memoirs la banda realizó una pequeña gira que incluyó las siguientes fechas:
1.-Noruega Trondheim /Blæst, abril de 2002
2.-México DF, 19 de julio de 2002.
3.-Alemania y Holanda: 
27.09.2002 D - Lübeck, Raider's Café 
28.09.2002 NL - Róterdam, Baroeg 
29.09.2002 D - Essen, Zeche Karl 
30.09.2002 D - Leiwen, Monopol 
01.10.2002 D - Gotha, Stadthalle 
02.10.2002 D - Zapfendorf, Trapez
03.10.2002 D - Sulz/Neckar, Peter Pan 
04.10.2002 D - Zwickau, Alarm 
05.10.2002 D - Berlín, Garage Pankow.
En 2004 salió una recopilación titulada "EP And Rarities, cuyo contenido está basado en los Ep's "Sorrow" y "Nightswan" más el lado "b" del Ep "Stream, así como un bonus-track que es extraída de la versión japonesa del álbum "In This Room". En 2005 salió un material titulado "Project Bluebook: Decade of Endeavour", el cual también es una compilación, más dos nuevas canciones de estudio y versiones en vivo.

## Banda

### Últimos miembros
- Finn-Olav Holthe - guitarra, Teclado
- Trond Engum - guitarra
- Geir Nilsen - guitarra, Teclado
- Frank Stavem - bajo
- Rune Hoemsnes - batería
- Kirsti Huke - vocal

### Miembros Pasados
- Kari Rueslåtten - vocal
- Ann-Mari Edvardsen - vocal, Teclado
- Jarle Dretvik - bajo
- Bernt Rundberget - bajo

## Discografía
- The 3rd and the Mortal (Demo, 1993)
- Sorrow (EP, 1993)
- Tears Laid in Earth (Álbum, 1994)
- Nightswan (EP, 1995)
- Stream (Single, 1996)
- Painting on Glass (Álbum, 1996)
- In This Room (Álbum, 1997)
- Memoirs (Álbum, 2002)
- EP and Rarities (Compilación, 2004)
- Project Bluebook: Decade of Endeavour (Compilación, 2005)